# セイファート銀河

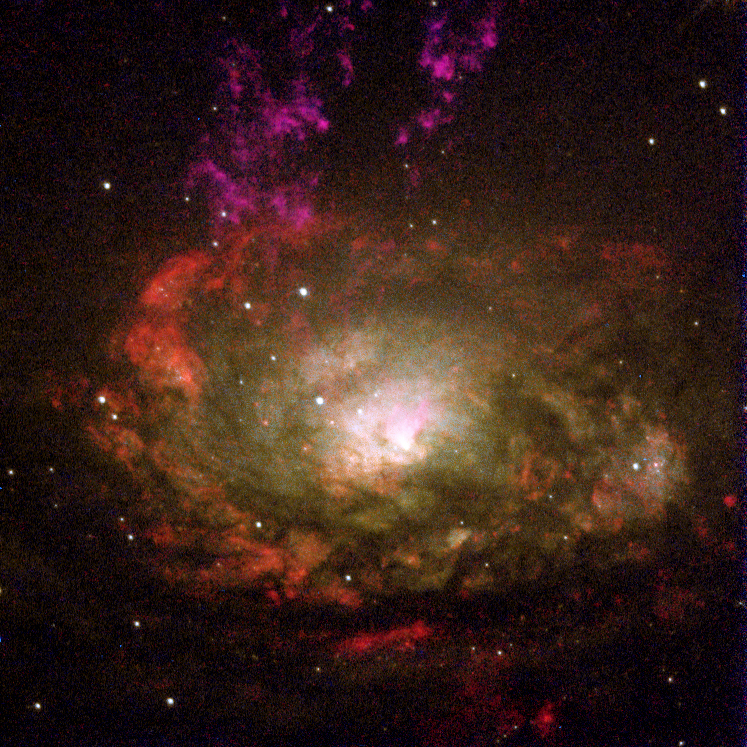
セイファート銀河の一つESO 97-G13。セイファート2型銀河に分類されている。画像でピンク色に着色されているのは中心領域から銀河の外に放出されている高温ガス。

セイファート銀河（セイファートぎんが、Seyfert galaxy）は活動銀河の一種である。カール・セイファートが1940年代に初めて分類したことからこの名が付けられている。銀河の形態は渦巻銀河または不規則銀河で、極端に明るい中心核を持つのが特徴である。中心核の輝度は銀河本体よりも明るい場合もある。この中心核の活動性は中心に存在する大質量ブラックホールによるものと考えられている。中心核から放射される光は1年以下の時間尺度で変光することから、この光を放出している領域は直径1光年以下の非常に小さな範囲であることが示唆されている。

## 特徴
セイファート銀河の特徴は、非常に明るい中心核が存在することと、水素・ヘリウム・窒素・酸素などの非常に明るい輝線スペクトルが観測されることである。これらの輝線は広いドップラー幅を持っており、輝線の放射源であるガスが500 - 4,000km/sという高速で運動していることを示唆している。このことから、これらの輝線は中心ブラックホールを取り巻く降着円盤付近から放射されていると考えられている。
これらの輝線は降着円盤自体の表面から放射されている可能性もあり、また円錐状に放出されている電離ガスの中にある中心エンジンによって照らされたガス雲から出ている可能性もある。輝線を放射している領域の正確な形は観測の分解能が十分でないためにはっきりとは分かっていない。しかし、降着円盤の各部分は我々の視線に対してそれぞれ異なる速度を持っているので、ブラックホールの周りをガスが速く回っているほど、そこから放出される輝線の幅はより広がるはずである。同様に、中心核に照らされたガス雲も場所ごとに異なる速度を持つと考えられる。
このことから、セイファート銀河の光に見られる輝線のうち幅の狭い線は速度が小さい中心核外縁部から放出され、幅の広い線はよりブラックホールに近い場所に起源を持つと考えられている。このことは、幅の狭い線は検出可能な変光を示さない、すなわち放射域が大きいことと、逆に幅の広い線は比較的短い時間スケールで変光することからも裏付けられる。幅の狭い輝線を放射している領域を狭線領域 (narrow line region; NLR)、幅の広い輝線を放射している領域を広線領域 (broad line region; BLR) と呼ぶ。このように変光の有無を用いて輝線領域の位置や形態を決める手法を reverberation mapping（反射光マッピングの意）と呼ぶ。
また、セイファート銀河は電波・赤外線・紫外線・X線のスペクトルでも強い輝線を示す。電波での輝線はセイファート銀河のジェットからのシンクロトロン放射であると考えられている。赤外線の輝線は他の波長の電磁波が中心核近くの塵に吸収され再放射されたものである。X線などの高エネルギー光子は、ブラックホール付近の高温コロナによる逆コンプトン散乱によって作られたものと考えられている。

## 分類
セイファート銀河は1型と2型の2種類に分類される。銀河のスペクトルに幅の狭い輝線と広い輝線を両方含むものが1型で、幅の狭い輝線しか見られないものが2型である。今日ではさらに、幅の狭い輝線と広い輝線の相対強度によって1.5型や1.9型のように細かく分類される場合もある。現在有力な活動銀河の統一モデルでは、輝線を放射する中心領域を取り巻くように塵のトーラスが存在すると考えられており、我々の視線に対して塵のトーラスが正対している場合には幅の狭い輝線と広い輝線の両方が見られるセイファート1型として観測され、トーラスを横から見る配置の場合には塵によって幅の広い輝線成分が隠されてセイファート2型として観測される、と解釈されている。
また、セイファート2型銀河の中には幅の広い輝線が偏光成分としてのみ観測されるものもある。これは、広線領域からの光が中心核を取り巻く高温ガスのハローによって散乱されて間接的に見えているものと考えられる。この現象はセイファート2型銀河 NGC 1068 で最初に発見された。